# Ptyas nigromarginata
Ptyas nigromarginata är en ormart som beskrevs av Blyth 1854. Ptyas nigromarginata ingår i släktet Ptyas och familjen snokar. Inga underarter finns listade i Catalogue of Life.
Denna orm förekommer i Asien från Nepal, Indien och södra Kina till Vietnam och Thailand. Honor lägger ägg.